# Тошківка
Тошківка — селище в Україні, у Гірській міській громаді Сіверськодонецького району Луганської області. За даними перепису 2001 року населення становить 5 108 осіб.

## Географічне розташування
Географічні координати: 48°46' пн. ш. 38°33' сх. д. Часовий пояс — UTC+2. Загальна площа селища — 10,6 км².
Селище розташоване на річці Біленька (басейн Сіверського Дінця), за 24 км від Сокологірська. Поблизу Тошківки проходить автомобільна дорога Лисичанськ — Сокологірськ. Найближча залізнична станція — Шипилове.
На північній околиці селища знаходиться геологічна пам'ятка природи місцевого значення — Марфина могила.

## Історія
Селище засноване в 1871 році на землях, які були віддані під ранговий маєток сербському офіцеру Тошковичу, від прізвища якого утворена назва поселення.
Вугільному руднику, який з'явився на південній околиці володінь села Устинівка, була потрібна назва, і село Устинівка поділилося з ним, бо мало дві назви: Устинівка і Тошківка. Назви села лишилися від його першого та другого власників Устина Терентєва і Михайла Тошковича.
Михайло Тошкович був вахмістром Самарського гусарського полку, перейменованого із Молдавського гусарського у 1764 році, і переведеного в липні 1766 у Бахмутський повіт.
Територію заселено сербами, хорватами, селянами з Правобережної України та центральних губерній Російської імперії.
Під час Другої світової війни участь у бойових діях брало близько одної тисячі місцевих жителів, з них 220 загинуло, 805 осіб нагороджені орденами та медалями.
Статус селище з 1938 року. Шахтарське селище Чіхірове входить до складу Тошківки.(рос.)

2000 року в Тошківці відкрито Свято-Миколаївський храм.(рос.).
Храм РПЦ розташований у колишньому маєтку Тошковича. До цього будівлю займала лікарня, потім взуттєва фабрика.
У квітні 2014 року в регіоні поширився проросійський сепаратистський рух і в селищі тимчасово укорінились сепаратисти. Звільнення Тошківки українськими військами відбулося 26-27 липня 2014 року.
7 жовтня 2014 року селище було виключено зі складу Первомайської міськради і приєднано до Попаснянського району Луганської області.
Під час війни на сході України 29 жовтня 2014 року відбувся обстріл селища важкою артилерією з боку Первомайська проросійськими терористами, внаслідок чого снарядом було пошкоджено школу, а навчальний процес у ній тимчасово зупинено.
18 листопада 2014 року Тошківку було знову обстріляно збройними формуваннями ЛНР із систем залпового вогню «Град», троє людей загинуло, четверо — важко поранені, серед них — двоє дітей — 5 років і 6 місяців.
31 липня 2015-го внаслідок обстрілу терористами Тошківки поранено двоє людей.
У вересні 2015 року в Тошківці знесено пам'ятник Леніну.
Станом на 21 червня 2022 року під час російсько-української війни 2022 року селище було тимчасово окуповано ЗС РФ.

## Населення

### Мова
Розподіл населення за рідною мовою за даними перепису 2001 року:
| Мова            | Кількість | Відсоток |
| --------------- | --------- | -------- |
| українська      | 4242      | 83.05%   |
| російська       | 837       | 16.39%   |
| білоруська      | 14        | 0.27%    |
| вірменська      | 1         | 0.02%    |
| румунська       | 1         | 0.02%    |
| польська        | 1         | 0.02%    |
| болгарська      | 1         | 0.02%    |
| інші/не вказали | 11        | 0.21%    |
| Усього          | 5108      | 100%     |

За даними перепису 2001 року населення селища становило 5108 осіб, з них 83,05 % зазначили рідною українську мову; 16,39 % — російську, а 0,56 % — іншу.

## Економіка
На території населеного пункту працює шахта «Тошківська», яка підпорядковується ДКХ «Первомайськвугілля». Шахту було введено в експлуатацію в 1932 році, а станом на 1 січня 2011 року її промислові запаси складали 30,2 млн тонн вугілля.(рос.)

## Соціальна сфера
Функціонують 2 загальноосвітні школи, лікарня та 2 клуби.

## Пам'ятки
У Тошківці знаходяться 2 пам'ятники радянським воїнам, які загинули під час Другої світової війни. (рос.)

## Галерея

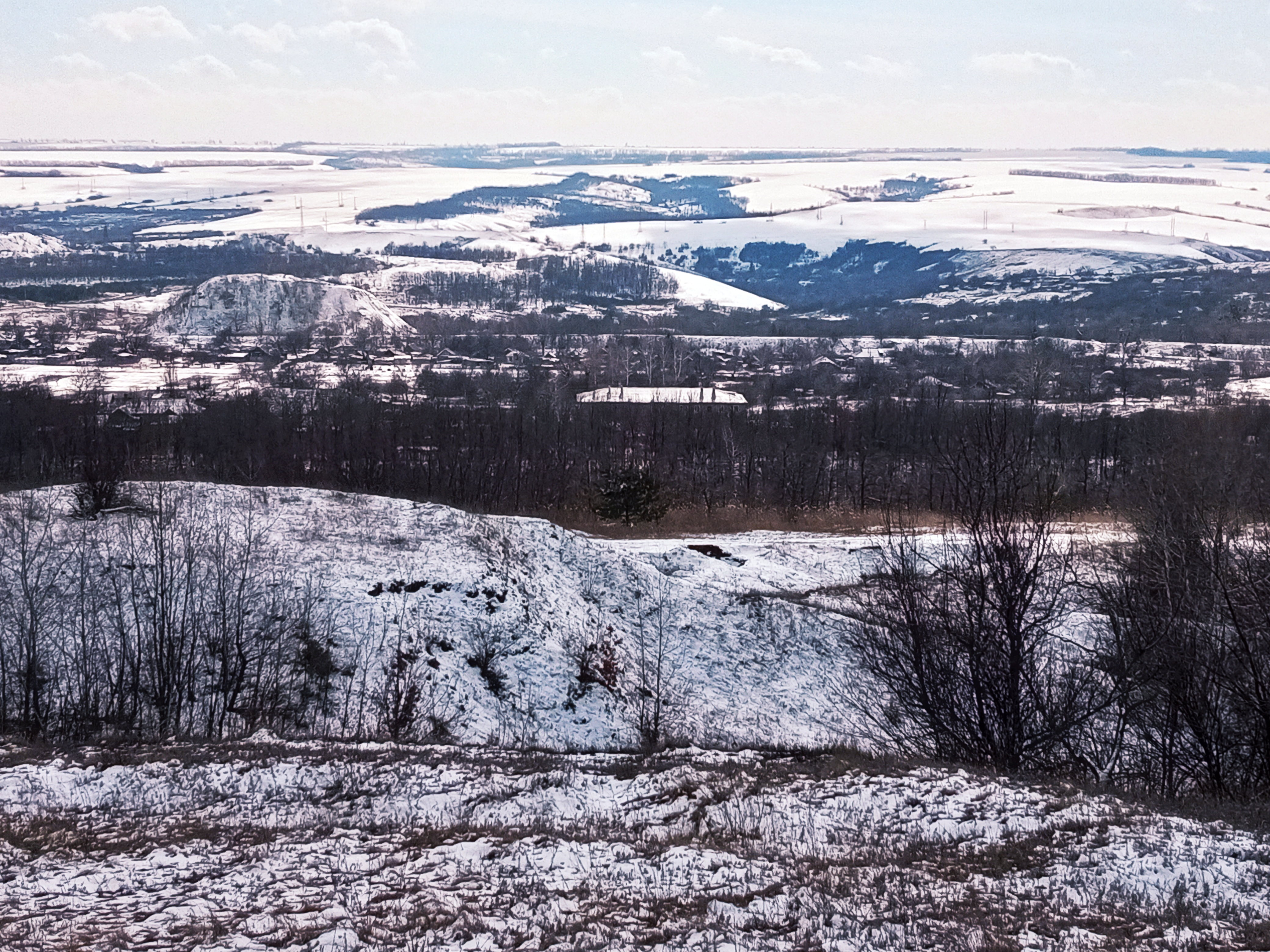
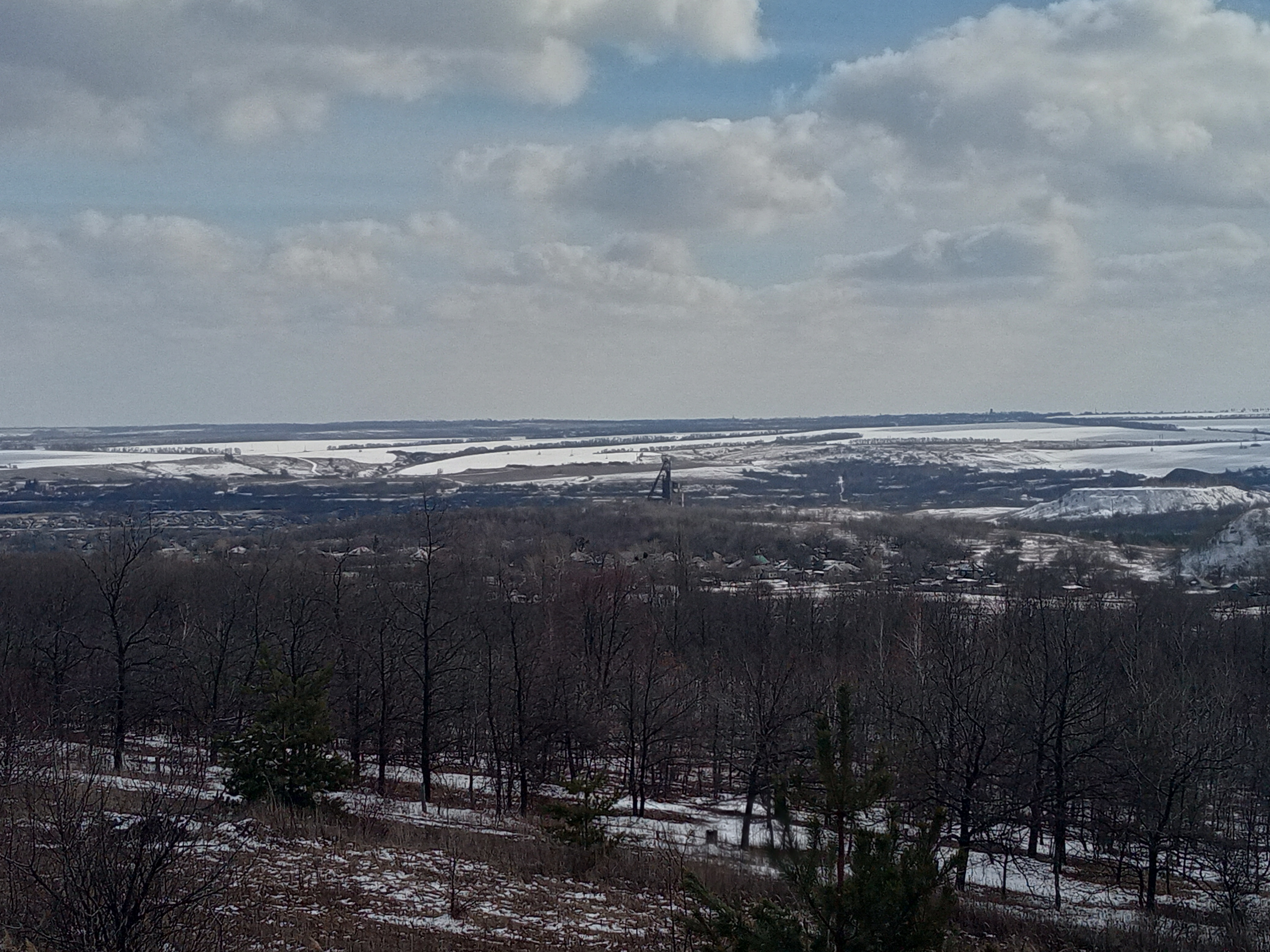
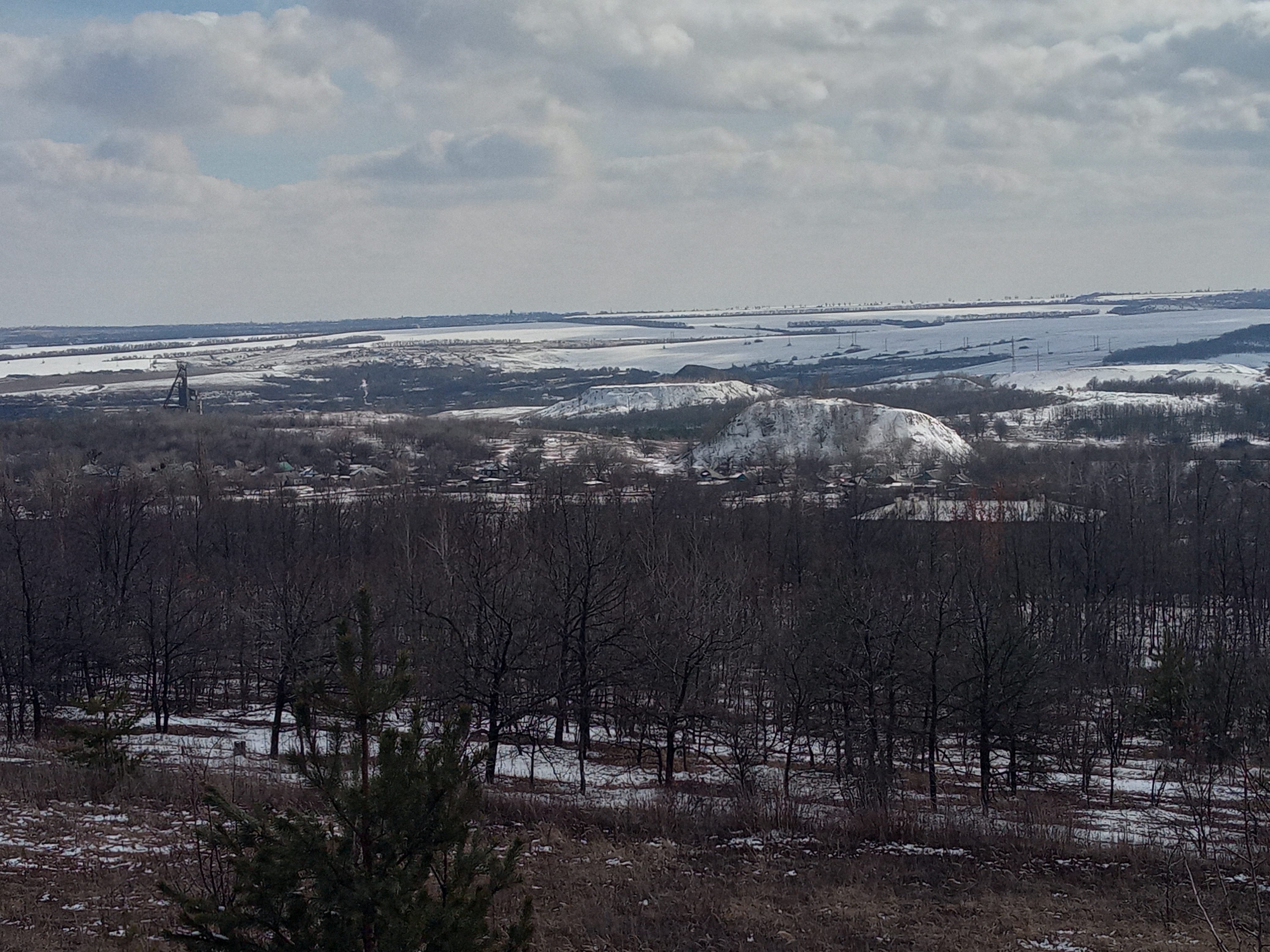
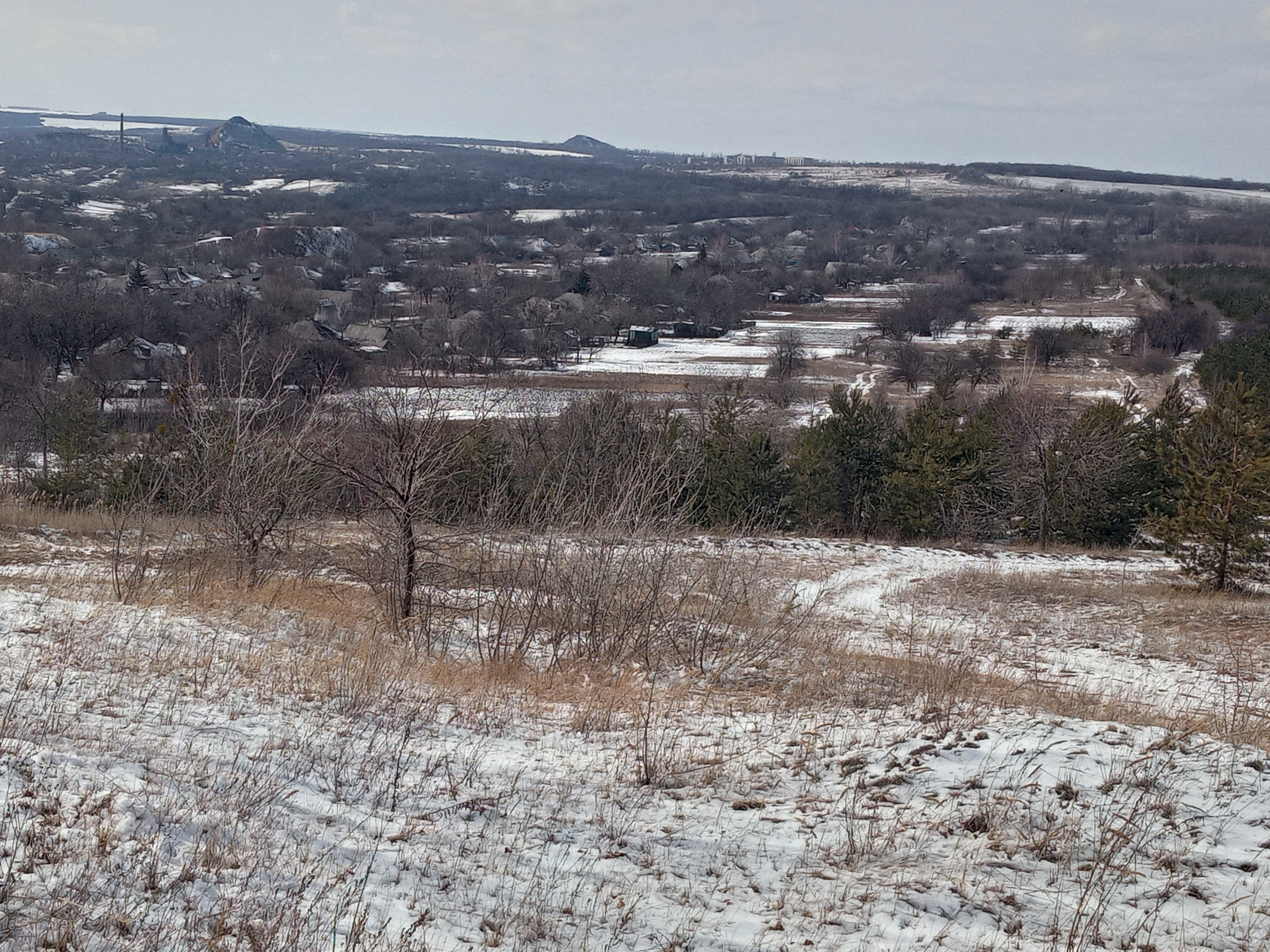

## Постаті
- Ключка Віталій Володимирович (1976—2016) — старший сержант Збройних сил України, учасник російсько-української війни.